# Ветриште
Ве́триште (болг. Ветрище) — село в Шуменській області Болгарії. Входить до складу общини Шумен.

## Населення
За даними перепису населення 2011 року у селі проживали 195 осіб.
Національний склад населення села:
| Національність   | Кількість осіб | Відсоток |
| ---------------- | -------------- | -------- |
| турки            | 106            | 54,4%    |
| болгари          | 80             | 41,0%    |
| цигани           | 6              | 3,1%     |
| Всього відповіли | 195            |          |

Розподіл населення за віком у 2011 році:
Динаміка населення: